# Sonia Pierre

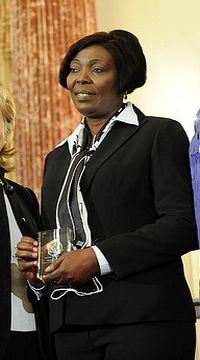
Ngoại trưởng Hoa Kỳ Hillary Clinton và Đệ nhất phu nhân Michelle Obama đứng cùng Honoree w: Sonia Pierre của Cộng hòa Dominican tại Giải thưởng Phụ nữ Can đảm Quốc tế 2010 tại Bộ Ngoại giao Hoa Kỳ, Washington, DC ngày 10 tháng 3 năm 2010

Solange Pierre (04 tháng 07 năm 1963 – 04 tháng 12 năm 2011), được biết đến với tên gọi khác là Sonia Pierre, là một người ủng hộ nhân quyền tại Cộng hòa Dominican (thuộc vùng Caribe), cô đã làm việc để chấm dứt chống độc quyền, đó là sự phân biệt đối xử giữa những cá nhân gốc Haiti hoặc sinh ra ở Haiti hoặc Cộng hòa Dominican. Với cống hiến này, cô đã giành giải thưởng Nhân quyền Robert F. Kennedy vào năm 2006.

## Thời niên thiếu
Pierre sinh ra tại ngôi làng Villa Altagracia, San Cristóbal, Cộng hòa Dominican, vào ngày 04 tháng 07 năm 1963, với cha mẹ là người gốc Haiti (mẹ cô di cư với vía làm việc tạm thời vào năm 1957, và cha cô vào lãnh thổ Dominican định cư bất hợp pháp ). Trong số mười hai đứa trẻ, cô được nuôi dưỡng trong một trại công nhân nhập cư được gọi là batey, nơi có nhiều người gốc Haiti của Cộng hòa Dominican sống. Giấy khai sinh của cô liệt kê tên cô là Solain Pie, mà Pierre "nói là kết quả của một lỗi bởi một thư ký chính phủ."  Quốc tịch của cô đã bị tranh chấp bởi cuộc Junta Central Electoral với lý do giấy khai sinh của cô bị giả mạo, tình trạng cư trú của cha mẹ ở Haiti và thiếu tài liệu chứng minh từ Haiti.
Năm 14 tuổi, cô đã tổ chức một cuộc biểu tình kéo dài 05 ngày bởi các công nhân mía đường trên một trong những công việc của đất nước, dẫn đến việc cô bị bắt giữ. Tuy nhiên, cuộc biểu tình đã thu hút sự chú ý rất lớn của công chúng rằng các công nhân đòi hỏi cụ thể là, để khu nhà của họ được sơn và được đáp ứng các chính sách tốt hơn, nhất là tăng lương cho họ.

## Nghề nghiệp
Sonia Pierre trở thành một nhà hoạt động nhân quyền từ năm cô vừa 14 tuổi, khi cô bị bắt vì là người phát ngôn của một nhóm thợ cắt mía Haiti trong làng lao động di cư của cô, là những người đang đòi hỏi mức lương và điều kiện sống tốt hơn.
Pierre làm giám đốc của tổ chức phi chính phủ Phong trào Phụ nữ Dominican gốc Haiti (MUDHA), nhằm mục đích chấm dứt chống độc quyền hoặc thiên vị chống lại những người có gốc từ Haiti hoặc người gốc Haiti ở Cộng hòa Dominican.
Năm 2005, Pierre đã đệ đơn lên Tòa án Nhân quyền Liên hiệp Mỹ về trường hợp hai trẻ em dân tộc Haiti bị từ chối cấp giấy khai sinh của Dominican. Các bé là Yean và Bosico v. Cộng hòa Dominican, trong đó trường hợp "giữ nguyên luật nhân quyền cấm phân biệt chủng tộc trong việc tiếp cận quốc tịch và quyền công dân."  Tòa án cũng ra lệnh cho chính phủ Dominican cung cấp giấy khai sinh cho các em.
Tuy nhiên, đến Tòa án Tối cao Dominican sau đó đã ra phán quyết rằng "công nhân Haiti được coi là 'quá cảnh' và do đó con cái họ không được quyền công dân."  (Điều này bị phản đối bởi Piere).

## Giải thưởng và Danh dự
Với cống hiến tích cực của mình, Pierre đã giành Giải thưởng Nhân quyền Robert F. Kennedy năm 2006 do cựu thượng nghị sĩ Hoa Kỳ Ted Kennedy trao tặng, nhưng KHÔNG nhân danh Quốc hội Hoa Kỳ. (Xem.) Khi trao giải thưởng cho Pierre, Thượng nghị sĩ Hoa Kỳ Edward Kennedy dẫn lời một người bạn lâu năm của cô nói: "Hôm nay tôi là một người tốt hơn vì đã gặp, làm việc và đi trên con đường này với Sonia Pierre. chúng tôi cùng được sinh ra (ở Haiti) thuộc cùng thế hệ của tôi. " 
Pierre cũng giành được Giải thưởng Quỹ Nhân quyền Ginetta Sagan năm 2003 của Tổ chức Ân xá Quốc tế, và cô và MUDHA đã được đề cử cho Giải thưởng Giáo dục Nhân quyền của UNESCO vào năm 2002.
Năm 2008, cô được trao tặng Huân chương Giuseppe Motta vì bảo vệ nhân quyền. Cô cũng được Bộ Ngoại giao Hoa Kỳ vinh danh với Giải thưởng Phụ nữ Can đảm Quốc tế vào năm 2010.

## Qua đời
Vào ngày 04 tháng 12 năm 2011, Pierre qua đời ở tuổi 48 vì một cơn đau tim khi được đưa đi cấp cứu tại bệnh viện ở Villa Altagracia, San Cristóbal, Cộng hòa Dominican.